# HaSeul
Jo Ha-seul (Hangul: 조하슬, sinh ngày 18 tháng 8 năm 1997), thường được biết đến với nghệ danh Haseul (Hangul: 하슬), là một ca sĩ người Hàn Quốc, thành viên của nhóm nhạc nữ Loona.

## Sự nghiệp
Tháng 12 năm 2016, Haseul được công bố là thành viên thứ ba của nhóm nhạc nữ Loona, và phát hành album đĩa đơn HaSeul bao gồm bài hát chủ đề "Let Me In". Tháng 3 năm 2017, cô trở thành thành viên nhóm nhỏ đầu tiên của Loona với tên gọi Loona 1/3. Tháng 4 năm 2017, Haseul góp mặt trong bài hát "Everyday I Love You" của ViVi, thành viên thứ năm của Loona và cũng là một thành viên khác trong Loona 1/3. Tháng 9 năm 2017, cô tham gia chương trình truyền hình thực tế sống còn Mix Nine của JTBC cùng với hai thành viên khác của Loona 1/3, nhưng không vượt qua vòng thử giọng. Haseul chính thức ra mắt trong đội hình hoàn chỉnh của Loona vào tháng 8 năm 2018. Từ tháng 1 năm 2020, Haseul tạm ngừng tham gia các hoạt động của nhóm vì lí do sức khỏe.

## Danh sách đĩa nhạc

### Album đĩa đơn
| Tên    | Thông tin chi tiết                                                                                      | Thứ hạng cao nhất | Doanh số     |
| Tên    | Thông tin chi tiết                                                                                      | HQ                | Doanh số     |
| ------ | --- | ----------------- | ------------ |
| HaSeul | - Ngày phát hành: 15 tháng 12 năm 2016 - Hãng đĩa: Blockberry Creative - Định dạng: CD, nhạc số, stream | 6                 | - HQ: 10.982 |

### Đĩa đơn
| Tên                                                                                         | Năm                     | Thứ hạng cao nhất       | Thứ hạng cao nhất       | Doanh số                | Album                   |                         |                         |
| Tên                                                                                         | Năm                     | HQ Gaon                 | Mỹ World                | Doanh số                | Album                   |                         |                         |
| Với tư cách ca sĩ chính                                                                     | Với tư cách ca sĩ chính | Với tư cách ca sĩ chính | Với tư cách ca sĩ chính | Với tư cách ca sĩ chính | Với tư cách ca sĩ chính | Với tư cách ca sĩ chính | Với tư cách ca sĩ chính |
| ------------------------------------------------------------------------------------------- | ----------------------- | ----------------------- | ----------------------- | ----------------------- | ----------------------- | ----------------------- | ----------------------- |
| "Let Me In" (소년, 소녀)                                                                    | 2016                    | —                       | 14                      | —                       | HaSeul                  |                         |                         |
| Với tư cách khách mời                                                                       |                         |                         |                         |                         |                         |                         |                         |
| "Everyday I Love You" (Vivi hợp tác với Haseul)                                             | 2017                    | —                       | —                       | —                       | ViVi                    |                         |                         |
| "—" cho biết bài hát không lọt vào bảng xếp hạng hoặc không được phát hành tại khu vực này. |                         |                         |                         |                         |                         |                         |                         |

## Danh sách phim

### Web drama
| Năm  | Tiêu đề                                         | Kênh    | Vai trò |
| ---- | ----------------------------------------------- | ------- | ------- |
| 2017 | Do You Remember The First Time We Met? Season 1 | YouTube | chính   |
| 2017 | Do You Remember The First Time We Met? Season 2 | YouTube | chính   |
| 2018 | Do You Remember The First Time We Met? Season 3 | YouTube | phụ     |

### Video âm nhạc
| Năm  | Tiêu đề                              | Nghệ sĩ | Vai trò |
| ---- | ------------------------------------ | ------- | ------- |
| 2017 | "Everyday I Love You (feat. HaSeul)" | ViVi    | rapper  |
| 2017 | "Love Cherry Motion"                 | Choerry | phụ     |
| 2018 | "Heart Attack"                       | Chuu    | cameo   |